# Bestie (gruppo musicale)
Le Bestie (베스티?, BeseutiLR; spesso stilizzato BESTie) sono state un gruppo musicale sudcoreano formatasi a Seul nel 2013 e scioltosi nel 2018, sotto contratto con la YNB Entertainment.

## Storia
Tre membri del gruppo, Hyeyeon, Uji e Haeryung, facevano in precedenza parte delle EXID, prima di andarsene per motivi personali. Le Bestie debuttarono l'11 luglio 2013 con il singolo Pitapat, seguito il 16 ottobre dal secondo singolo Love Options. A dicembre uscì il singolo Zzang Christmas.
Il 28 febbraio 2014, tornarono sulla scena musicale con il singolo Thank U Very Much, mentre il 27 giugno, durante una puntata di Music Bank, eseguirono una cover di Mr.Mr. delle Girls' Generation insieme a Jimin, Choa, Chanmi e Hyejeong delle AOA, e alle Girl's Day. L'11 luglio, per festeggiare il primo anniversario, le Bestie pubblicarono il loro quinto singolo Like A Star. Quest'ultimo, Pitapat e Thank U Very Much furono inclusi nel primo EP Hot Baby, che uscì il 28 luglio seguente. Il 29 agosto venne commercializzata una riedizione intitolata I Need You, trainata dal brano omonimo prodotto da Duble Sidekick e HomeBoy.
Il secondo EP Love Emotion fu pubblicato l'8 maggio 2015. Il video musicale del suo apripista Excuse Me fu quarto nella lista di Billboard dei "Video K-pop più visti in America" e sesto nella lista "Video K-pop più visti nel mondo" per il mese di maggio. Il 29 agosto, il gruppo si esibì al Sirifort Auditorium di Nuova Delhi, e alla fine dell'anno vinse il Next Generation Award ai Golden Disk Awards.
A gennaio 2016 Dahye si ruppe la caviglia e il braccio destro cadendo dalle scale, perciò il ritorno sulle scene del gruppo venne posticipato. Fu annunciato che a maggio sarebbe uscito un EP o un album in studio, ma ciò non avvenne. L'ultima esibizione delle Bestie fu il 16 dicembre 2016 al Military Year End Concert. Il 5 settembre 2017 la YNB Entertainment annunciò che Uji e Dahye avrebbero lasciato il gruppo, mentre Hyeyeon e Haeryung sarebbero rimaste, e sarebbero stati probabilmente aggiunti dei nuovi membri. Quando però il sito ufficiale dell'agenzia divenne inaccessibile, si diffusero online voci di bancarotta. Nel settembre 2018, la Star Entertainment aprì un profilo Instagram ufficiale per Hyeyeon, confermando così indirettamente che la cantante aveva lasciato le Bestie e che il gruppo era da considerarsi sciolto.

## Formazione
Ex-membri
- Kang Hye-yeon – leader voce, rap (2013-2018)
- Na Hae-ryung – voce (2013-2018)
- Uji – voce (2013-2017)
- Song Da-hye – voce, rap (2013-2017)

## Discografia

### EP
- 2014 – Hot Baby
- 2015 – Love Emotion

### Singoli
- 2013 – Pitapat
- 2013 – Love Options
- 2013 – Zzang Christmas (feat. Yoo Se-yoon)
- 2014 – Thank U Very Much
- 2014 – Like A Star

## Videografia
- 2013 – Pitapat
- 2013 – Love Options
- 2013 – Zzang Christmas
- 2014 – Thank U Very Much
- 2014 – Like a Star
- 2014 – Hot Baby
- 2015 – Love Letter
- 2015 – Excuse Me